# Gerrard Winstanley
Gerrard Winstanley (ur. ok. 1609, zm. po 1676) – angielski reformator społeczny i religijny, czołowy przedstawiciel radykalnego purytanizmu oraz inicjator i przywódca ruchu diggerów (kopaczy).
Wraz z kilkudziesięcioma współtowarzyszami (m.in. Williamem Everardem) próbował zająć pod uprawę gminne nieużytki w hrabstwie Surrey; po udaremnieniu tych działań przez wojsko zajął się publicystyką.
Program przebudowy społecznej przedstawił w broszurze Program ustroju wolności, czyli Prawowita zwierzchność przywrócona (1652, wydanie polskie 1959), będącej krytyką dotychczasowego ustroju monarchicznego, kleru oraz gospodarki opartej na prywatnej własności ziemi. Wzywał  Olivera Cromwella do wprowadzenia demokratycznej republiki agrarnej, zniesienia dziesięciny i przekazania ziemi ludowi.